# テネリフェ・マーリンズ
テネリフェ・マーリンズ（Tenerife Marlins）またはマーリンズ・プエルト・クルス（Marlins Puerto Cruz）は、スペイン・カナリア諸島州サンタ・クルス・デ・テネリフェに本拠地を置く野球クラブ。1997年に設立され、ディビシオン・デ・オノール（1部）に所属している。
チームカラーは水色と黒色である。チーム名の「マーリンズ」はアメリカ合衆国・MLBのマイアミ・マーリンズに由来しており、ユニフォームもフロリダ・マーリンズのものを模している。

## 歴史

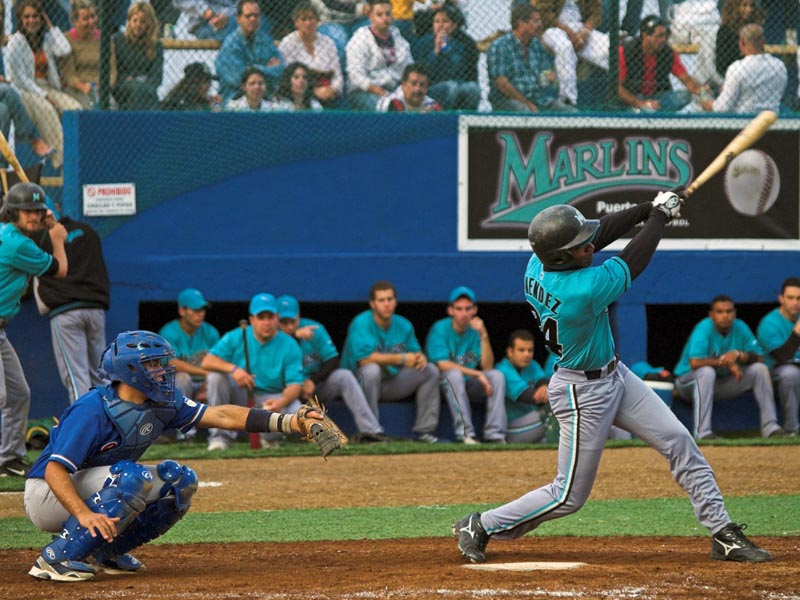
打席に立つペドロ・メンデス

1997年にカナリア諸島州テネリフェ島のサンタ・クルス・デ・テネリフェに設立された。
2004年には欧州野球連盟（CEB）が主催するCEBカップで優勝し、2005年にはディビシオン・デ・オノールで初優勝し、同年から2009年には5連覇を達成した。
2007年にはコパ・デル・レイ・デ・ベイスボルで初優勝した。同年のヨーロピアン・カップでは7位となり、2008年のヨーロピアン・カップでは5位となった。2010年にはジュニアチームがジュニア選手権シリーズで優勝した。
2013年から2015年にもディビシオン・デ・オノールで3連覇し、2017年から2019年にもディビシオン・デ・オノールで3連覇した。ディビシオン・デ・オノールでの優勝回数は、FCバルセロナとレアル・マドリードに次いで3位である。2017年シーズンには20人の選手が在籍していたが、ベネズエラ出身者が15人、ドミニカ共和国出身者が2人、キューバ出身者が2人であり、スペイン国籍しか保持していない選手は1人だった。

## タイトル

### 国内タイトル
- ディビシオン・デ・オノール: 13回
  - 2005, 2006, 2007, 2008, 2009, 2013, 2014, 2015, 2017, 2018, 2019, 2021, 2022
- コパ・デル・レイ・デ・ベイスボル（スペイン語版）: 6回
  - 2007, 2009, 2010, 2011, 2012, 2013

### 国際タイトル
- CEBカップ（英語版）: 1回
  - 2004